# Числення конструкцій
Числення конструкцій (англ. calculus of constructions, CoC) — теорія типів на основі поліморфного λ-числення вищого порядку із залежними типами, розроблена Тьєррі Коканом і Жераром Юе 1986 року. Міститься у вищій точці лямбда-куба Барендрегта, є найширшою зі систем, що входять до нього — {\displaystyle \lambda P\omega }. Може застосовуватись як основа для побудови типізованої мови програмування і як система конструктивних основ математики.
Є основою для системи інтерактивного доведення Coq та низки подібних інструментів (зокрема, Matita).
Серед варіантів числення — числення індуктивних конструкцій (використовує індуктивні типи), числення коіндуктивних конструкцій (із застосуванням коіндукції), предикативне числення індуктивних конструкцій (усуває деяку частину непредикативності).
З погляду відповідності Каррі — Говарда числення конструкцій встановлює взаємозв'язок між залежними типами та доведеннями у секвенційному інтуїціоністському численні предикатів.

## Структура

### Терми
Терм у численні конструкцій будується за такими правилами:
- T — це терм (також його позначають як Type);
- P — це терм (також його позначають як Prop, це — тип, до якого належать усі твердження);
- змінні (x, y, …) — це терми;
- якщо A і B — це терми, то вираз (AB) також є термом;
- якщо A і B — це терми і x — це змінна, то термами є також такі вирази:
  - (λx:A . B),
  - (∀x:A . B).

Іншими словами, синтаксис терму, якщо записати його за допомогою BNF, такий:
{\displaystyle e::=\mathbf {T} \mid \mathbf {P} \mid x\mid e\,e\mid \lambda x{\mathbin {:}}e.e\mid \forall x{\mathbin {:}}e.e}
Числення конструкцій використовує п'ять типів об'єктів:
1. доведення, які мають типом ті чи інші твердження;
2. твердження, також звані малими типами;
3. предикати, що є функціями, які повертають твердження;
4. великі типи, що є типами для предикатів (P — приклад такого великого типу);
5. T як такий, що є типом, до якого належать великі типи.

### Судження
Числення конструкцій дозволяє доводити судження про типи.
{\displaystyle x_{1}:A_{1},x_{2}:A_{2},\ldots \vdash t:B}
можна прочитати як імплікацію:
Якщо змінні {\displaystyle x_{1},x_{2},\ldots } мають типи {\displaystyle A_{1},A_{2},\ldots }, то терм {\displaystyle t} має тип {\displaystyle B}.
Допустимі міркування для числення конструкцій можна отримати з набору правил виведення. Надалі символом {\displaystyle \Gamma } позначено послідовність присвоєння типів {\displaystyle x_{1}:A_{1},x_{2}:A_{2},\ldots }, і символом K позначено або P, або T. Формула {\displaystyle B[x:=N]} буде використовуватися для заміни терму {\displaystyle N} для кожної вільної змінної {\displaystyle x} у термі {\displaystyle B}.
Правила виведення записуються в такому форматі:
{\displaystyle {\Gamma \vdash A:B} \over {\Gamma '\vdash C:D}}
це означає:
Якщо {\displaystyle \Gamma \vdash A:B} є валідним судженням, то {\displaystyle \Gamma '\vdash C:D}

### Правила виведення для числення конструкцій
1 . {\displaystyle {{} \over {}\Gamma \vdash P:T}}
2 . {\displaystyle {\Gamma \vdash A:K \over {\Gamma ,x:A\vdash x:A}}}
3 . {\displaystyle {\Gamma ,x:A\vdash B:K\qquad \qquad \Gamma ,x:A\vdash N:B \over {\Gamma \vdash (\lambda x:A.N):(\forall x:A.B):K}}}
4 . {\displaystyle {\Gamma \vdash M:(\forall x:A.B)\qquad \qquad \Gamma \vdash N:A \over {\Gamma \vdash MN:B[x:=N]}}}
5 . {\displaystyle {\Gamma \vdash M:A\qquad \qquad A=_{\beta }B\qquad \qquad \Gamma \vdash B:K \over {\Gamma \vdash M:B}}}

### Визначення логічних операторів
Числення конструкцій включає зовсім невелику кількість основних операторів: єдиний логічний оператор для формування тверджень {\displaystyle \forall } . Проте одного цього оператора достатньо для визначення всіх інших логічних операторів:
{\displaystyle {\begin{array}{ccll}A\Rightarrow B&\equiv &\forall x:A.B&(x\notin B)\\A\wedge B&\equiv &\forall C:P.(A\Rightarrow B\Rightarrow C)\Rightarrow C&\\A\vee B&\equiv &\forall C:P.(A\Rightarrow C)\Rightarrow (B\Rightarrow C)\Rightarrow C&\\\neg A&\equiv &\forall C:P.(A\Rightarrow C)&\\\exists x:A.B&\equiv &\forall C:P.(\forall x:A.(B\Rightarrow C))\Rightarrow C&\end{array}}}

### Визначення типів даних
Числення конструкцій дозволяє визначити базові типи даних, що використовуються в інформатиці:
Булівські значення
{\displaystyle \forall A:P.A\Rightarrow A\Rightarrow A}
Натуральні числа
{\displaystyle \forall A:P.(A\Rightarrow A)\Rightarrow (A\Rightarrow A)}
Добуток {\displaystyle A\times B}
{\displaystyle A\wedge B}
Виключне об'єднання (запис із варіантами) {\displaystyle A+B}
{\displaystyle A\vee B}
Зверніть увагу на те, що булівські та числові значення визначаються способом, аналогічним кодуванню Чорча. Однак додаткові проблеми виникають через екстенсіональність тверджень та іррелевантність[уточнити] доведень.